# 西村正美
西村 正美（にしむら まさみ、女性、1963年10月20日 - ）は、日本の元政治家、歯科医師。参議院議員（1期）を務めた。西村 まさみとも表記される。本名は山本 正美（やまもと まさみ）。

## 略歴
東京都中野区生まれ、杉並区育ち。白百合学園小学校、白百合学園中学校・高等学校卒業。日本歯科大学卒業後、東京医科歯科大学に入局。1996年に歯科医師として独立開業。歯科医師として学校医などを担当した。
2001年、東京都議会議員選挙に杉並区選挙区から自由党公認で立候補し落選。
2009年、社団法人東京都中野区歯科医師会理事に就任。同年、民主党支持に転向した日本歯科医師連盟の組織内候補に選出。
2010年7月に施行された第22回参議院議員通常選挙に比例区から民主党公認で立候補し初当選。
2011年12月、週刊文春に同じ民主党所属の山本剛正衆議院議員との議員宿舎において半同棲不倫をしていると報じられる。
2012年3月、衆議院議員の山本剛正と結婚。
2016年7月に施行された第24回参議院議員通常選挙では、比例区から民進党公認で立候補したが落選。
2017年に施行された東京都議会議員選挙に、民進党公認候補として杉並区選挙区から立候補するも、現職議員と票割れを起こし落選。これにより、杉並区選出の民進党都議会議員は0となった。

## 政策
- 自身のホームページでは、以下を政策としてあげている。
  - 医療人・歯科医師として
    - 高い医療サービス、生涯健康のための歯科医療、あんしんな「食」のシステムの確立など

  - 働く女性として
    - 保育園、学童クラブの充実、幼稚園教諭、保育士の資格一本化、出産育児後の復職支援強化など

  - 国民の目線で
    - 税金の使途明確化、父子家庭支援強化、ワークライフバランス実現など
- 選択的夫婦別姓制度導入に賛成。2015年の選択的夫婦別姓を求めた超党派による民法改正案に賛同[8]。

## 役職
民間
- 日本歯科医師連盟　顧問
- 日本歯科大学校友会　常務理事・副会長などを歴任
- 東京医科歯科大学歯科同窓会　参与
- 日本歯科大学生命歯学部客員教授
- 東京都国保審査会審査員（元）
- 中野区歯科医師会保険担当理事（元）
- 中野区歯科医師会専務理事

## 疑惑
- 迂回献金を巡る政治資金規正法違反で東京地検特捜部に、日本歯科医師連盟の会長、会計責任者の前副理事長、元会長の3人が逮捕された事件で[9]、2015年10月2日に特捜部から任意で事情聴取を受けた[10][11]。迂回献金が疑われたのは自由民主党の石井みどり参議院議員（西村と同じく日歯連の組織内議員）を支援する「石井みどり中央後援会」と、西村を支援する「西村まさみ中央後援会」をめぐる資金の移動で、「西村まさみ中央後援会」を経由させて、「石井みどり中央後援会」へ、政治団体間の寄付の年間上限（5000万円）を超える9500万円を寄付したとされる[12]。